# Казанська навчальна округа
Казанська навчальна округа (рос. Казанский учебный округ) — одна з шести, заснованих у 1803 році, найстаріших навчальних округ у Російській імперії.

## Історія
Казанську навчальну округу було засновано 24 січня 1802 року указом імператора Олександра I «Про заснування навчальних округів».
Центральною установою навчальної округи став Казанський університет, заснований у 1804 році. Першим куратором Казанської навчальної округи став Степан Якович Румовський, вчений і педагог.
Протягом XIX століття територіальний склад округи зазнав деяких змін. Так у 1824 році школи Кавказу і Астраханської губернії перейшли до Харківської навчальної округи. Через кілька років, у 1833 році Астраханська губернія була знову введена до складу Казанської навчальної округи.
Останнім куратором округи став Михайло Михайлович Ломіковський — лікар, багато років викладав у Харківському університеті. Куратором Казанської навчальної округи він став 19 жовтня 1915 року у віці 66 років, 10 квітня 1917 року подав у відставку.
Як самостійна адміністративна одиниця, Казанська навчальна округа існувала до лютого 1918 року.

## Склад
До Казанської навчальної округи належали Вятська, Казанська, Самарська, Саратовська, Симбірська і Астраханська губернії, а також Сибір та Середня Азія (пізніше ці території відішли до новоутвореної Сибірської навчальної округи).

## Куратори
- С. Я. Румовский — з 1803 року по 6 липня 1812 року
- М. О. Салтиков — з 26 вересня 1812 року по 4 серпня 1818 року
- М. Л. Магніцький — період 1819—1826 рр.
- М. М. Мусін-Пушкін — з 1829 по 15 квітня 1845[4]
- М. І. Лобачевський — з 18 квітня 1845 року по 22 травня 1847 року
- В. П. Молоствов — з 22 травня 1847 року по 4 травня 1857 року
- Ф. Ф. Веселаго — з 23 травня по 12 листопада 1857 року
- Е. А. Грубер — з 12 листопада 1857 року до своєї смерті 23 квітня 1859 року
- П. П. Вяземський — з 4 листопада 1859 року по 12 червня 1862 року
- П. П. Стендер — з 12 червня 1862 року по 5 лютого 1865 року
- П. Д. Шестаков — з 5 лютого 1865 року по 18 червня 1883 року[5].
- П. Н. Масленніков — з 18 червня 1883 року до своєї смерті 3 травня 1890 року.
- М. Г. Потапов — з 10 травня 1890 по 13 листопада 1894 року[6]
- В. О. Попов — з 18 січня 1895 по 30 липня 1899 року[6]
- М. М. Алексєєнко — з 30 липня 1899 по 9 липня 1901 року
- С. Ф. Спєшков — з 19 листопада 1901 по 20 серпня 1905 року[6]
- О. М. Деревицький — з 6 вересня 1905 по 31 грудня 1911 року
- М. К. Кульчицький — з 27 лютого 1912 по 30 червня 1914 року
- І. О. Базанов — з 30 червня 1914 по 10 жовтня 1915 року  [Архівовано 6 грудня 2018 у Wayback Machine.]
- М. М. Ломіковський — з 19 жовтня 1915 по 10 квітня 1917 року

## Статистика
За даними шкільного перепису 1911 року у Казанській навчальній окрузі кількість учнів у початкових школах складала 4,18 % від усього населення округи. Серед чоловічого населення — 5,89 %, а серед жіночого населення початкову школу відвідувало 2,50 %.
Станом на 1915 рік навчальна округа налічувала 13 364 заклади усіх типів, у яких навчалося в цілому 1 017 704 учні, в тому числі початкових шкіл 11 570 з числом учнів 854 452. У розподілі на адміністративно-територіальні складові округи:
- Астраханська губернія: навчальних закладів — 719, учнів — 48 489.
- Вятська губернія: навчальних закладів — 3 373, учнів — 210 402.
- Казанська губернія: навчальних закладів — 2 865, учнів — 184 707.
- Самарська губернія: навчальних закладів — 2 616, учнів — 224 162.
- Саратовська губернія: навчальних закладів — 2 470, учнів — 251 965.
- Симбірська губернія: навчальних закладів — 1 321, учнів — 97 979.

Розподіл учнів за типами навчальних закладів (у чисельнику — кількість учнів, у знаменнику число навчальних закладів).
| Тип закладу                                                  | 1          | 2             | 3            | 4             | 5             | 6            |
| ------------------------------------------------------------ | ---------- | ------------- | ------------ | ------------- | ------------- | ------------ |
| Вищі навчальні заклади                                       |            |               |              |               |               |              |
| Духовні                                                      |            |               | 180 1        |               |               |              |
| Медичні                                                      |            |               | 300 1        |               |               |              |
| Художні                                                      |            |               |              |               | 550 1         |              |
| Середні навчальні заклади                                    |            |               |              |               |               |              |
| Гімназії, прогімназії, інститути та ліцеї                    | 2,014 4    | 8,783 24      | 6,205 23     | 6,614 17      | 10,708 26     | 4,430 14     |
| Реальні училища                                              | 481 1      | 1,987 7       | 930 3        | 1,494 6       | 3,005 9       | 841 4        |
| Духовні                                                      | 816 3      | 4,937 115     | 1,473 7      | 1,703 5       | 1,983 9       | 349 1        |
| Педагогічні                                                  |            | 285 4         | 433 4        | 408 4         | 197 2         | 359 3        |
| Медичні                                                      | 118 1      | 456 4         | 483 7        | 399 1         | 264 2         |              |
| Військові                                                    |            |               | ? 1          |               | 213 1         | 374 1        |
| Морські                                                      | 32 1       | 58 1          | 119 1        |               |               |              |
| Лісничі та сільськогосподарські                              |            | 674 8         | 150 2        | 241 1         | 324 2         |              |
| Технічні та ремісничі                                        | 36 1       | 662 11        | 289 7        | 493 8         | 1,512 11      | 814 6        |
| Комерційні, торговельні та промислові                        | 253 1      | 195 1         | 624 2        | 824 3         | 1,012 2       | 168 1        |
| Художні                                                      | 288 1      |               | 767 2        |               | 268 1         |              |
| Межові, таксаторські й топографічні                          |            |               |              |               |               | 100 1        |
| Професійні                                                   |            |               |              |               | 210 2         |              |
| Приватні навчальні заклади та при церквах іноземних вірувань |            |               | 1,039 21     | 1,816 24      | 2,836 24      |              |
| Інші навчальні заклади                                       |            |               |              |               |               |              |
| Училища сліпих та глухонімих                                 |            | 47 2          |              | 30 1          | 79 2          |              |
| Релігійні нехристиянські                                     |            | ? 215         | 71,871 970   |               | 7,774 139     |              |
| Початкові навчальні заклади                                  |            |               |              |               |               |              |
| Нижчі                                                        | 44,451 706 | 192,318 2,981 | 96,509 1,811 | 210,140 2,546 | 220,490 2,236 | 90,544 1,290 |

Примітка. Цифрами у шпальтах таблиці позначені адміністративно-територіальні складові навчальні округи:
- 1 — Астраханська губернія
- 2 — Вятська губернія
- 3 — Казанська губернія
- 4 — Самарська губернія
- 5 — Саратовська губернія
- 6 — Симбірська губернія